# Eunanus podtiaguini
Eunanus podtiaguini är en skalbaggsart som beskrevs av Gutierrez 1951. Eunanus podtiaguini ingår i släktet Eunanus och familjen Rutelidae. Inga underarter finns listade i Catalogue of Life.